# Montagne dei Fiori e di Campli e Gole del Salinello
Montagne dei Fiori e di Campli e Gole del Salinello este o arie protejată (arie specială de conservare — SAC, sit de importanță comunitară — SCI) din Italia întinsă pe o suprafață de 4.221 ha, integral pe uscat.

## Localizare
Centrul sitului Montagne dei Fiori e di Campli e Gole del Salinello este situat la coordonatele 42°45′16″N 13°36′12″E / 42.754444°N 13.603333°E.

## Înființare
Situl Montagne dei Fiori e di Campli e Gole del Salinello a fost declarat sit de importanță comunitară în septembrie 2003 pentru a proteja 1 specie de plante și 17 specii de animale. Situl a fost protejat și ca arie specială de conservare în septembrie 2022.

## Biodiversitate
Situată în ecoregiunea continentală, aria protejată conține 12 habitate naturale: Pante stâncoase calcaroase cu vegetație casmofită, Pajiști carstice calcaroase sau bazofile, de Alysso-Sedion albi, Matorral arborescenți cu Laurus nobilis, Râuri mediteraneene cu debit permanent cu specii de Paspalo-Agrostidion și galerii riverane de Salix și de Populus alba, Pseudostepă cu ierburi și specii anuale de Thero-Brachypodietea, Liziere de ierburi înalte hidrofile de câmpie și de nivel montan până la alpin, Ape puternic oligomezotrofe cu vegetație bentonică cu Chara spp., Pajiști alpine și subalpine calcaroase, Păduri de fag din Apenini cu Taxus și Ilex, Pajiști uscate seminaturale și facies de acoperire cu tufișuri pe substraturi calcaroase (Festuco-Brometalia) (* situri importante pentru orhidee), Formațiuni ierboase bogate în specii de Nardus, dezvoltate pe substraturi silicioase în zone montane (și în zone submontane, în Europa continentală), Păduri ilirice de stejar și carpen (Erythronio-Carpinion).
La baza desemnării sitului se află mai multe specii protejate:
- plante (1): Himantoglossum adriaticum
- păsări (8): fâsă-de-câmp (Anthus campestris), buha (Bubo bubo), caprimulg (Caprimulgus europaeus), șoim călător (Falco peregrinus), sfrâncioc roșiatic (Lanius collurio), ciocârlie de pădure (Lullula arborea), mierlă de piatră (Monticola saxatilis), Pyrrhocorax pyrrhocorax
- amfibieni (3): Bombina pachypus, Salamandrina terdigitata, Triturus carnifex
- mamifere (2): liliacul mare cu potcoavă (Rhinolophus ferrumequinum), liliacul mic cu potcoavă (Rhinolophus hipposideros)
- nevertebrate (1): Austropotamobius pallipes
- pești (2): Barbus plebejus, Rutilus rubilio
- reptile (1): șarpele cu patru dungi (Elaphe quatuorlineata)

Pe lângă speciile protejate, pe teritoriul sitului au mai fost identificate 16 specii de plante, 2 specii de amfibieni, 9 specii de nevertebrate, 3 specii de reptile.